# 大島車両検修場
大島車両検修場（おおじましゃりょうけんしゅうじょう）は、東京都江東区大島にある都営地下鉄新宿線の車両基地である。また、東京都交通局大島庁舎はこの地上部にあり、新宿線の中枢部としての機能を有している。
大島駅から入出区線が通じている。地理的には東大島駅の真北に位置しており旧中川に隣接する。

## 概要
1972年（昭和47年）に着工し、1978年（昭和53年）6月1日に都営地下鉄では3番目の車両基地として開設・発足した。
車両基地は地上1階・地下1階構造（半地下構造・鉄筋コンクリート造り）ではあるが、地上1階部はシェルター方式を採用しているため、関係者以外は見ることができない。地上部の一部は大島小松川公園となり、災害時には避難場所として利用できるようになっている。
当車両基地では新宿線車両の列車検査・月検査ならびに重要部検査・全般検査、その他車両洗浄、車輪転削などの業務を行っている。2000年（平成12年）12月28日にはISO14001を取得した。
この場所は日本化学工業小松川工場の跡地を東京都が買収したもので、東京都が建設を予定した「亀戸・大島・小松川地区防災拠点計画」と同時に建設された。
車両基地建設工事中の1973年（昭和48年）、地下鉄用地や市街地再開発用地に日本化学工業小松川工場から排出されていた有毒物質である六価クロムが埋まっていることが判明し、その土壌汚染の処理には2000年（平成12年）までの長い年月を要した。
2009年（平成21年）4月からは重要部検査・全般検査は協力会社の京王重機整備に委託している。
車両基地を挟んだ南側には車両搬入口があり、新造車両はトレーラーで陸送してクレーンで地下の車両基地へと搬入する。廃車時には京王電鉄の若葉台工場まで回送して解体される。

## 構造
- 最大長さ 370 m、幅 101 m[6]
- 敷地面積：40,624 m2[1]（資料によっては 37,149.81m2 [3]）（うち地上権：25,984.96 m2 [1][3]）
- 建物面積：62,027 m2（地上1階・地下1階部共：各28,958 m2[3]・ほか事務棟など ）
  - 事務棟は地上3階建て（地上2階 - 4階[6]）

主な業務は列車検査（10日以内）、月検査（3か月以内）、重要部検査（4年または走行距離60万km以内）・全般検査（8年以内）、臨時検査、故障対応、車輪転削、車両清掃など多岐にわたる。検車部門は列車検査を1日約3編成、月検査は1編成を2日間かけて検査を行う。修車部門は重要部検査を22日工程、全般検査を31日工程で実施しており、年間8編成（80両）の定期検査を行っている。ただし、修車部門の業務は京王重機整備に委託しており（前述）、交通局は工程管理や完成検査、試運転等を担当する。
- 車両収容数：10両編成22本（220両）[3]。

地上1階部
- 車輪転削線 1線　車輪転削盤設置 - 有効長の都合から5両編成に分割して削正を行う[2]
- 留置1番線 - 7番線 - 地上1階留置線は列車検査線と兼用[1][2]
- 月検査1番線・2番線
- 臨時検査1番線・2番線 - ただし、終端寄りは機器や予備部品の置き場として使用している[2]
- 全重検査線　1線

※太字は検査線で、収容数には含めない。
地下1階部
- 留置8番線 - 18番線
- 洗浄1番線・2番線　車両洗浄装置1台設置

- 地上1階部の上床板には約1.5 mの盛土され、公園設備となっている[6]。地下車庫からの非常用出入口が6か所ある[6]。
- 車両基地内は地下という環境上から湿気対策のため大型の換気装置を設置している[3]。車両基地南端部にある給気塔から外気を吸引し、ダクトを経て場内に供給される[6]。場内の空気は車両基地北端部にある吸入口から事務棟屋上の排気塔へ排出される[6]。

## 所属車両
- 10-300形

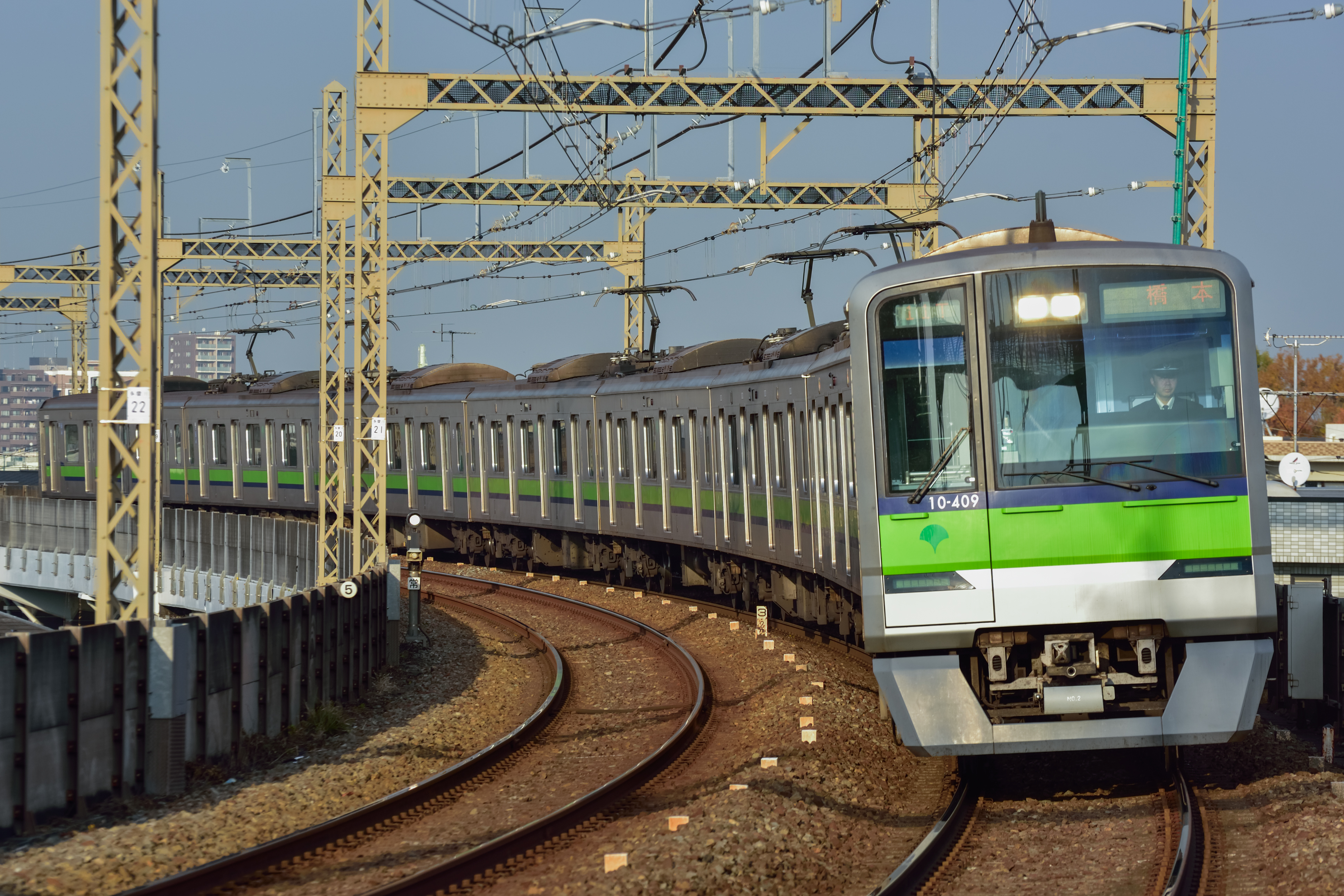
10-300形（1・2次車）
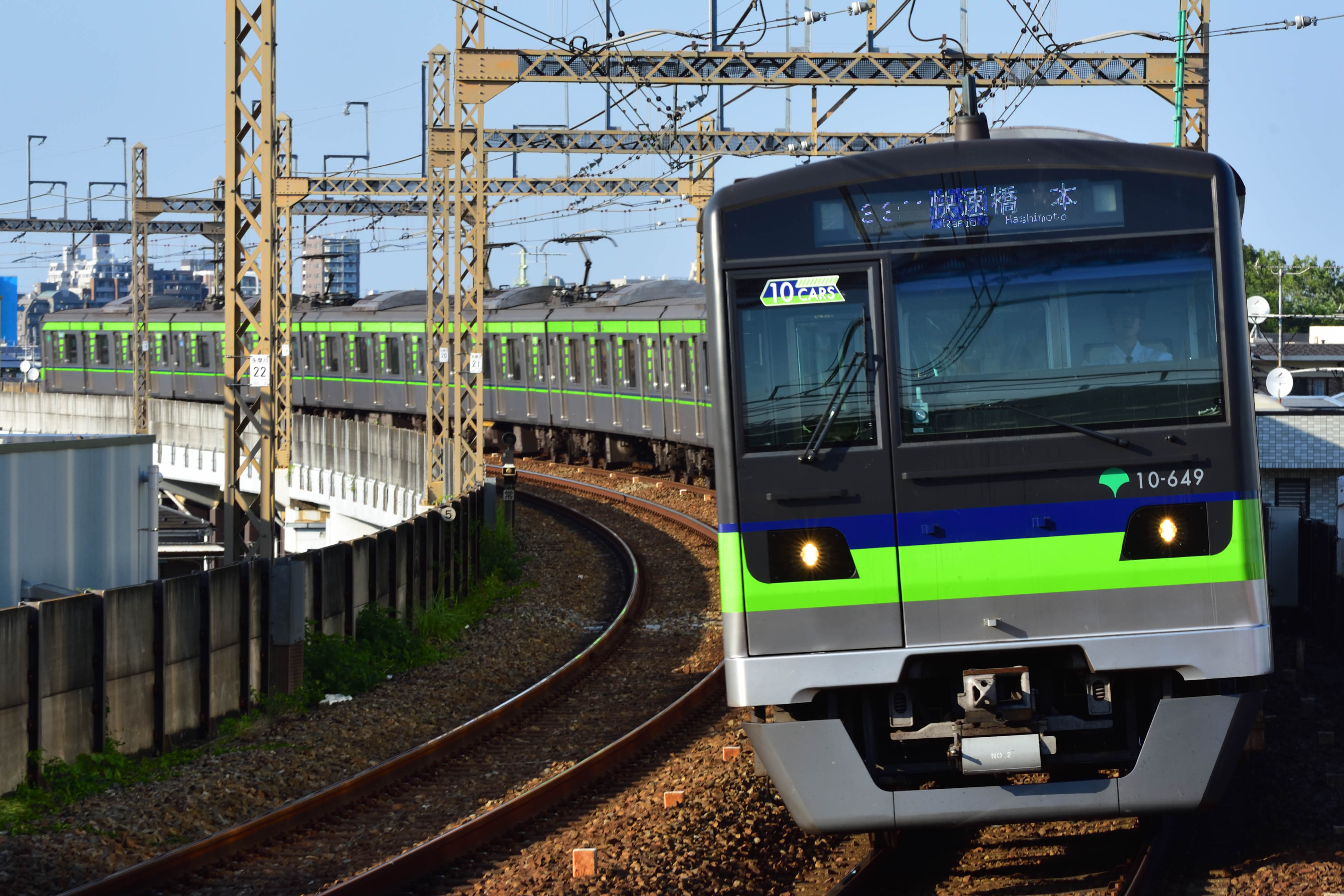
10-300形（3次車以降）

かつては10-000形や10-300R形、京王9000系や6000系も留置されていたが、10-300R形は2017年2月17日の10-330Fの廃車回送を最後に、10-000形は2018年2月12日の10-280Fの廃車回送を最後にそれぞれ留置が消滅し、9000系は2016年9月16日ダイヤ改正により夜間停泊が消滅した。

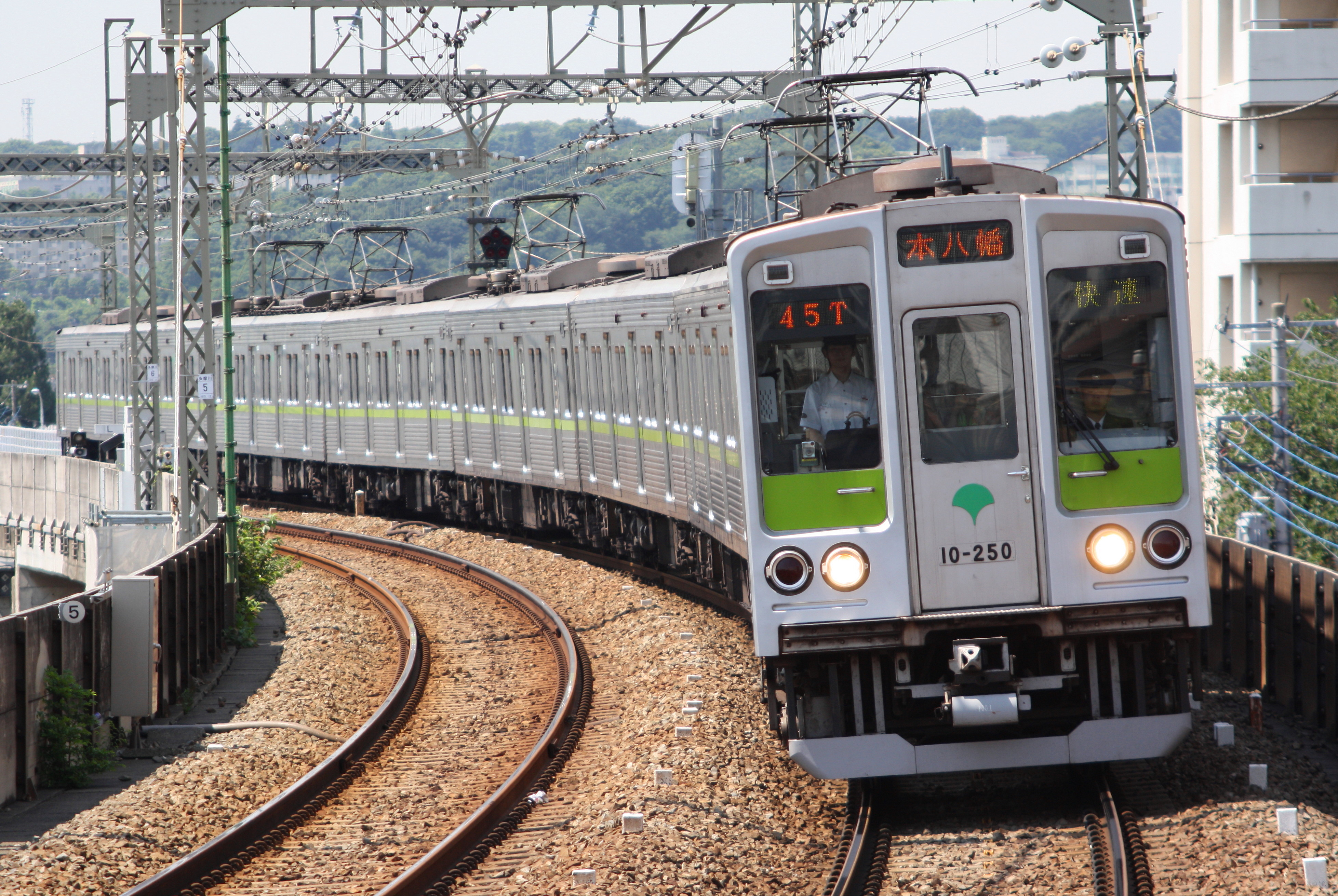
10-000形7次車
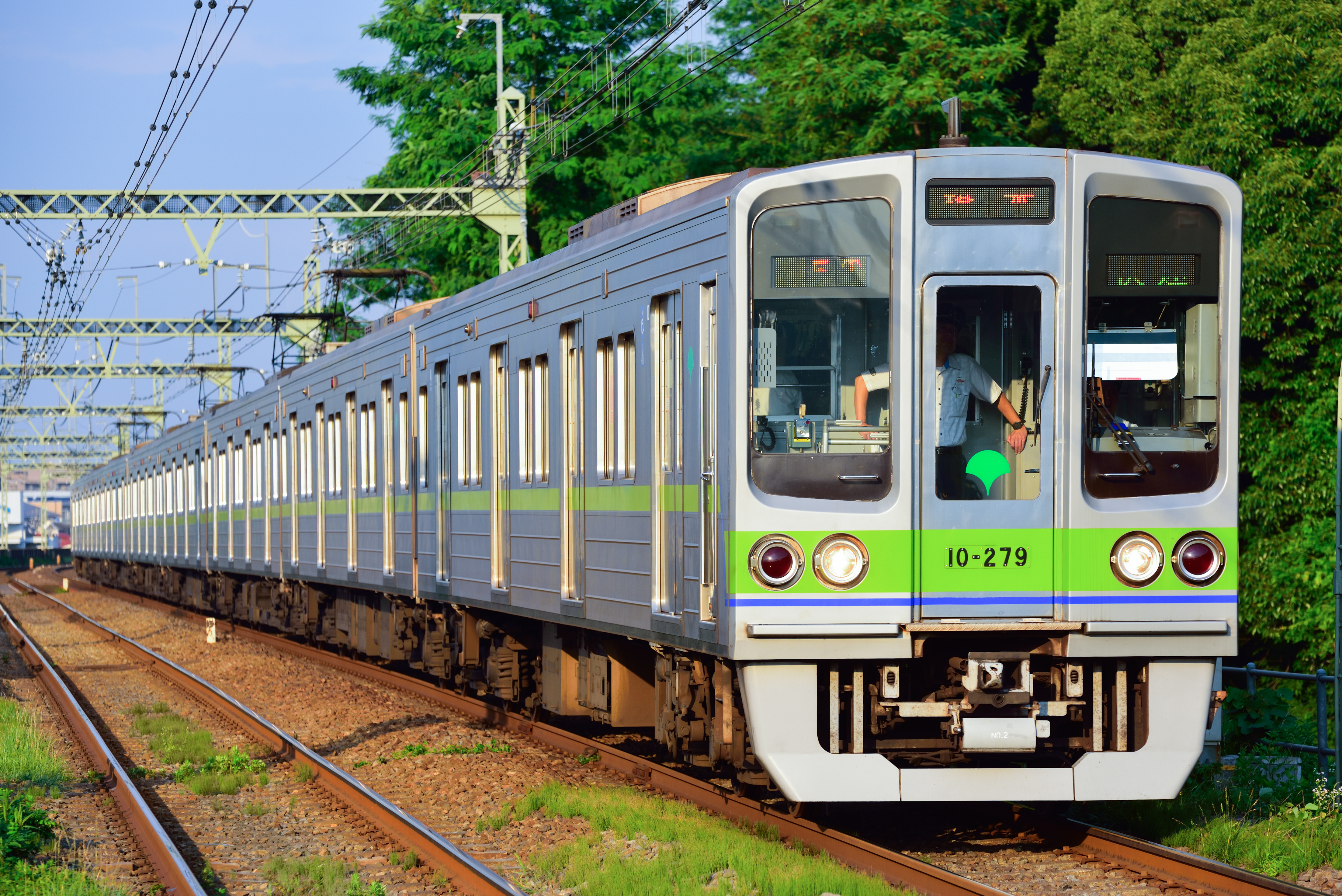
10-000形8次車
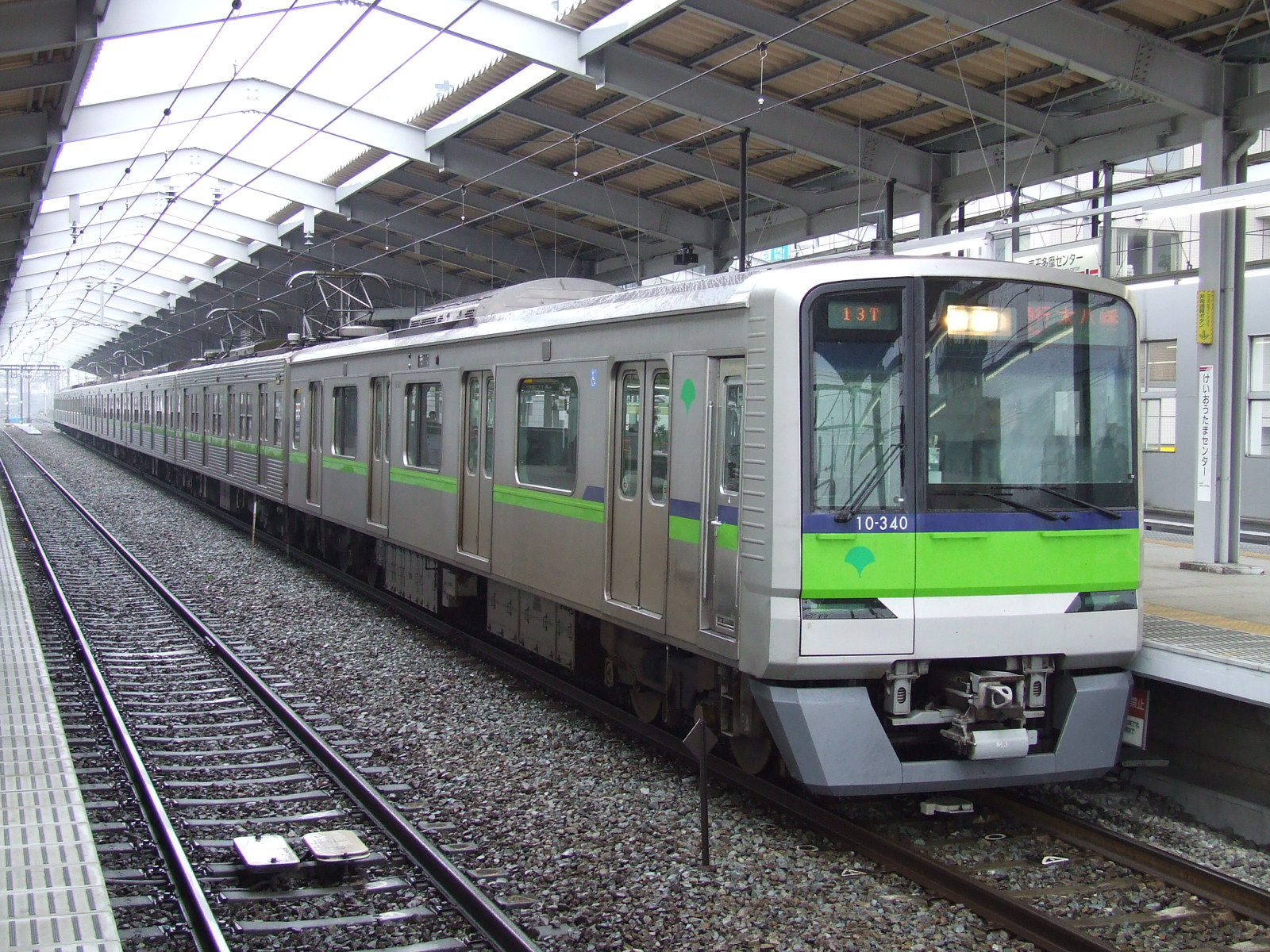
10-300R形

この他に工事重機車両と保線車両が留置されている。また構内での検修車両入換用として、トモエ電機工業（現・新トモエ電機工業）製の蓄電池機関車が配置されている。